# (5497) Sararussell
(5497) Sararussell est un astéroïde de la ceinture principale.

## Description
(5497) Sararussell est un astéroïde de la ceinture principale. Il fut découvert le 30 septembre 1975 à l'observatoire Palomar par Schelte J. Bus. Il présente une orbite caractérisée par un demi-grand axe de 3,01 UA, une excentricité de 0,06 et une inclinaison de 10,7° par rapport à l'écliptique.

## Compléments